# 카를 추크마이어

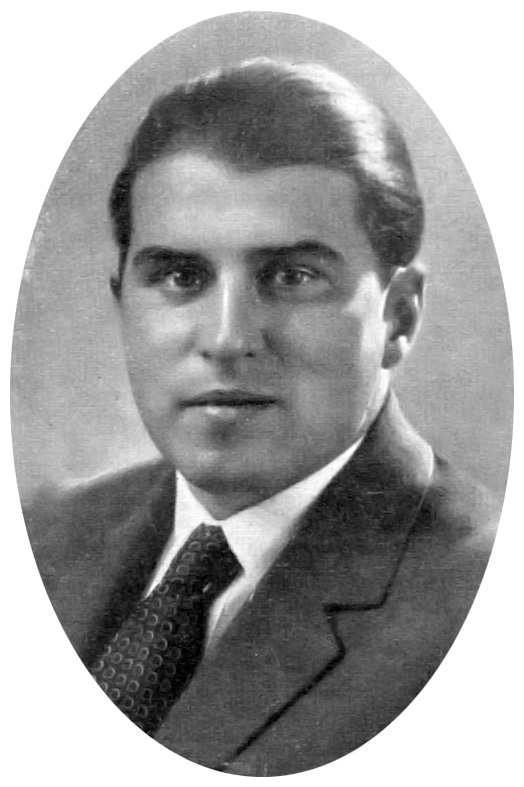
카를 추크마이어

카를 추크마이어(Carl Zuckmayer, 1896년 12월 27일 ~ 1977년 1월 18일)는 독일의 극작가다.
라인 지방 출신으로서 제1차대전에서 귀환 후, 표현주의적 처녀작으로 출발했으나 라인을 배경으로 한 생명감에 넘치는 출세작 <즐거운 포도산(葡萄山)>(1925)에서는 표현주의와 결별하였으며, 의적극(義賊劇)인 <신더 한네스>나 서커스의 인정극(人情劇) <카타리나 쿠니> 등이 민중극적인 시도로써 관객을 끌었고 관료주의를 풍자한 걸작 <케페니크의 대위(大尉)>(1930)로 대성공을 거두었으나 나치스의 발흥과 함께 망명하였으며 전후에 미국에서 돌아와 군부와 나치와의 대립을 그린 <악마의 장군> 등의 여러 작품으로 부활했다. 그러나 원자 스파이 문제를 다룬 <차가운 빛> 이후의 신작은 성공하지 못하였다. 감상미(感傷味)를 섞어가며 시사적인 테마에 보편적인 인간의 극을 찾으려는 작극술은 차츰 현대의 관객으로부터 멀어져 가고 있다.